# Гедини, Джорджо Федерико
Джо́рджо Федери́ко Геди́ни (итал. Giorgio Federico Ghedini; 11 июля 1892, Кунео, Королевство Италия — 23 марта 1965, Нерви, Италия) — итальянский композитор и педагог.

## Биография
Родился в Кунео 11 июля 1892 года в семье Альфредо Гедини и Клотильды, урождённой Маргарителли. Начальное музыкальное образование получил в родном городе, обучаясь игре на фортепиано и органе. Продолжил обучение в консерватории в Турине, где до 1908 года обучался игре на виолончели, изучал гармонию и контрапункт. Поступил в консерваторию в Болоньне, где обучался у Марко Энрико Босси. Завершил образование в 1911 году.
Гедини начал карьеру в качестве дирижера оркестра, но вскоре посвятил себя главным образом сочинению музыки и преподавательской деятельности. С 1918 по 1937 год он был профессором композиции в Туринской консерватории. С 1937 по 1941 год — в Пармской консерватории. Затем преподавал в консерватории имени Джузеппе Верди в Милане, директором которой он был с 1951 по 1962 год. Учениками композитора были Марчелло и Клаудио Аббадо, Лучано Берио, Альберто Бруни-Тедески, Никколо Кастильони, Фьоренсо Карпи, Карло Пинелли и Лилиана Ренци.
Гедини был также организатором музыкальных недель в Сиене и членом итальянской секции Международного общества современной музыки. В 1952 году он получил итальянскую премию RAI за радиопостановку «Повелитель преисподней» на либретто Франко Антоничелли. Автор многочисленных сочинений вокальной и инструментальной музыки, Гедини сохранял творческую активность до самой смерти в Нерви 25 марта 1965 года. Ныне консерватория в Кунео носит его имя, как и улицы в Турине и Милане.